# 希拉利·莫斯利莫夫
希拉利·莫斯利莫夫（阿塞拜疆语：Şirəli Müslümov, Ширəли Mүcлүмов, شيرالي ميسليموف，英语：Shirali Muslimov或Mislimov，1805年3月26日—1973年9月2日），生于蘇聯阿塞拜疆列里克区塔里什，是来自苏联的长寿神话，牧羊人。他被某些人认为是有史以来最长寿的人，当他于1973年9月2日（一说4日）去世时，已168岁高龄。根据當地传说，他的父亲活到110岁，母亲活到90岁。眾所周知，他的第三任妻子Khatum-Khanum（1884年－1988年）活了104年。據說他在136岁时和57岁妻子结婚并育有一女。 关于他的年龄的唯一证据是一张写有他出生于1805年的官方护照。但由于没有出生证明，很多人认为他的年龄是不可信的。关于莫斯利莫夫的年龄一开始由《国家地理杂志》报道， 但后来他们撤回了自己的意见。
尽管他的年龄可能存在夸大，但由于阿塞拜疆的百岁老人人数眾多，莫斯利莫夫仍被看作是阿塞拜疆人长寿的一个象征。